# 康拉德·史密斯
康拉德·史密斯（英語：Conrad Smith；1981年10月12日—）是一位新西蘭橄欖球運動員。他是新西蘭國家橄欖球隊的一員，代表新西蘭參加了2015年世界盃橄欖球賽。